# USS Tautog (SS-199)
USS Tautog (SS-199) – amerykański okręt podwodny typu Tambor z czasów drugiej wojny światowej, najskuteczniejszy okręt wojny podwodnej na Pacyfiku.
Okręt został zwodowany 27 stycznia 1940 roku, wszedł do służby 3 lipca 1940 roku pod dowództwem Lt. Josepha H. Willinghama. W grudniu 1941 roku, był jednym z kilku okrętów podwodnych, które w Pearl Harbor przetrwały japońskie uderzenie na Hawaje. Broniąc portu, zestrzelił japoński pokładowy samolot bombowy, dzięki czemu stał się pierwszą jednostką amerykańskiej floty podwodnej, która zadała straty Cesarstwu Japońskiemu. Przez następne 3 lata „Tautog” odbył 13 patroli bojowych, biorąc udział w wojnie podwodnej na Pacyfiku. Uczestniczył m.in. w – kierowanym przez Hypo – nieudanym polowaniu floty podwodnej na uszkodzony podczas bitwy na Morzu Koralowym japoński lotniskowiec Shōkaku. Mimo problemów technicznych z torpedami, trapiących całą amerykańską marynarkę wojenną, zatopił 26 jednostek pływających Japonii – w tym dwa okręty podwodne, co uczyniło go najskuteczniejszym okrętem podwodnym wojny na Pacyfiku i zyskało mu przydomek „Terrible T”. USS „Tautog” był także jedynym amerykańskim okrętem podwodnym, który położył więcej niż jedno pole minowe. Na jednym z nich prawdopodobnie zatonął japoński niszczyciel „Amagiri”.
Od lutego 1945 roku pełnił funkcję okrętu szkolnego oraz doświadczalnego. Po wycofaniu z tej służby w grudniu 1945 roku, od 1947 roku na Wielkich Jeziorach pełnił funkcję stacjonarnego okrętu szkoleniowego marynarzy rezerwy. 15 listopada 1959 roku został sprzedany Bultema Dock & Dredge Co., Manistee w stanie Michigan i złomowany w 1960 roku.
Za nadzwyczajne rezultaty patrolów bojowych, okręt został wyróżniony Navy Unit Commendation oraz czternastoma battle star.

## Konstrukcja i budowa
Budowę USS Tautog (SS-199) przewidziano w planie budżetowym Stanów Zjednoczonych na rok 1939 wraz z 4 innymi jednostkami nowego typu Tambor (SS-198, 200, 201, 202 oraz 203), według projektu stoczni Electric Boat oznaczonego EB230A. Stępkę pod okręt położono w Electric Boat w Groton 1 marca 1939 roku, wodowanie zaś miało miejsce 27 stycznia 1940 roku. 3 lipca 1940 roku okręt wszedł do służby w United States Navy pod dowództwem Lt Cdr Josepha Willinghama. Wyniki testów okrętu prototypowego (USS „Tambor” (SS-198)) oraz jednostek seryjnych nie tylko potwierdziły założenia konstrukcyjne, lecz wręcz przekroczyły oczekiwania.

### Konfiguracja jednostki
Typowo dla amerykańskich fleet boats z drugiej połowy lat 30., „Tautog” miał płaski pokład z kioskiem przesuniętym ku dziobowi względem środka okrętu. Okręt z wysokim rekinim dziobem z płaskimi ścianami i szerokim pokładem o prostej linii aż po rufę, wyposażony był w umieszczony na dziobie down express tank – zbiornik balastowy szybkiego zanurzania, dzięki któremu czas całkowitego awaryjnego zanurzenia okrętu do głębokości peryskopowej (18 metrów) nie przekraczał 35 sekund. Okręt szybko reagował na stery, dzięki czemu był również niezwykle manewrowy. Wyporność konstrukcji wynosiła 1475 ton standardowych na powierzchni i 2370 ton w zanurzeniu. Zanurzenie testowe okrętu wynosiło 250 stóp (76 metrów), przy marginesie bezpieczeństwa według współczynnika 1,5.

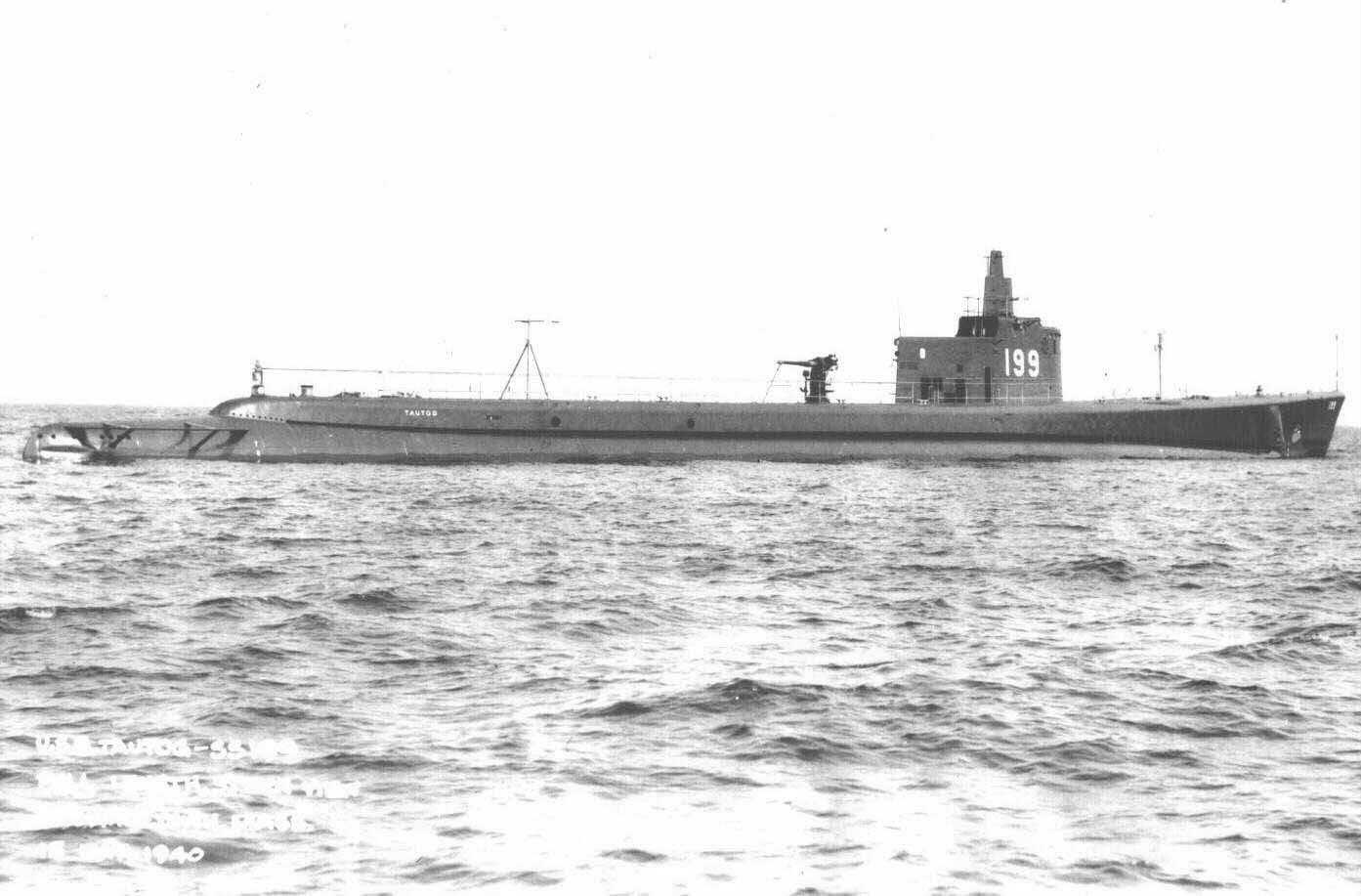
USS Tautog (SS-199) wkrótce po wejściu do służby. Widoczne charakterystyczne położenie kiosku w przedniej części okrętu i umieszczone za kioskiem działo.

Energię i napęd dla okrętu zapewniały cztery silniki Diesla należącego od 1930 roku do General Motors Winton Engine Company o mocy 1350 KM każdy oraz 2 silniki elektryczne (1370 KM każdy) z dwoma akumulatorami po 126 ogniw każdy, o łącznej pojemności 16.200 amperogodzin. Okręt wyposażony był także w dwa pomocnicze generatory prądu o mocy 300 kW oraz 120 kW. Jednostki Diesla oraz generatory umieszczone były w jednej sekcji, co zostało wkrótce uznane za rozwiązanie mało praktyczne, gdyż w razie jej zalania mogło doprowadzić do pozbawienia okrętu całego napędu. Napęd przenoszony był przez dwa wały napędowe na dwie śruby. Taki układ napędowy, przy odpowiedniej optymalizacji kadłuba, zapewniał prędkość okrętu na powierzchni 20,4 węzła oraz 8,75 węzła w zanurzeniu. Niektóre źródła podają jednak prędkość odpowiednio 21 i 10 węzłów. W wypadku gdy jeden z silników pracował wyłącznie na potrzeby ładowania akumulatora, bądź nie mógł pracować z powodu uszkodzenia, pozostałe silniki zdolne były nadać okrętowi prędkość 18 węzłów na powierzchni.
Układ sterowania okrętu wyposażony był początkowo w automatycznego pilota (eng. „automatic steersman”), system ten został jednak usunięty przed wybuchem wojny. Okręt dysponował także dwoma peryskopami 87KA-40 Kollmorgena o długości 40 stop (12 metrów)
Okręt wyposażony był w ultradźwiękowy przetwornik z odbiornikiem, zbliżony do brytyjskiego asdicu, który w służbie amerykańskiej określany był jako sonar. Głowica sonaru umieszczona była na wysięgniku wysuwanym w dół poniżej umieszczonego na dziobie przedniego przedziału torpedowego, przez co był czasami uszkadzany przez nieumyślne uderzenie w dno. Zestaw sensorów stanowiły radar przeszukiwania powierzchni SJ oraz przestrzeni powietrznej SD.

### Uzbrojenie

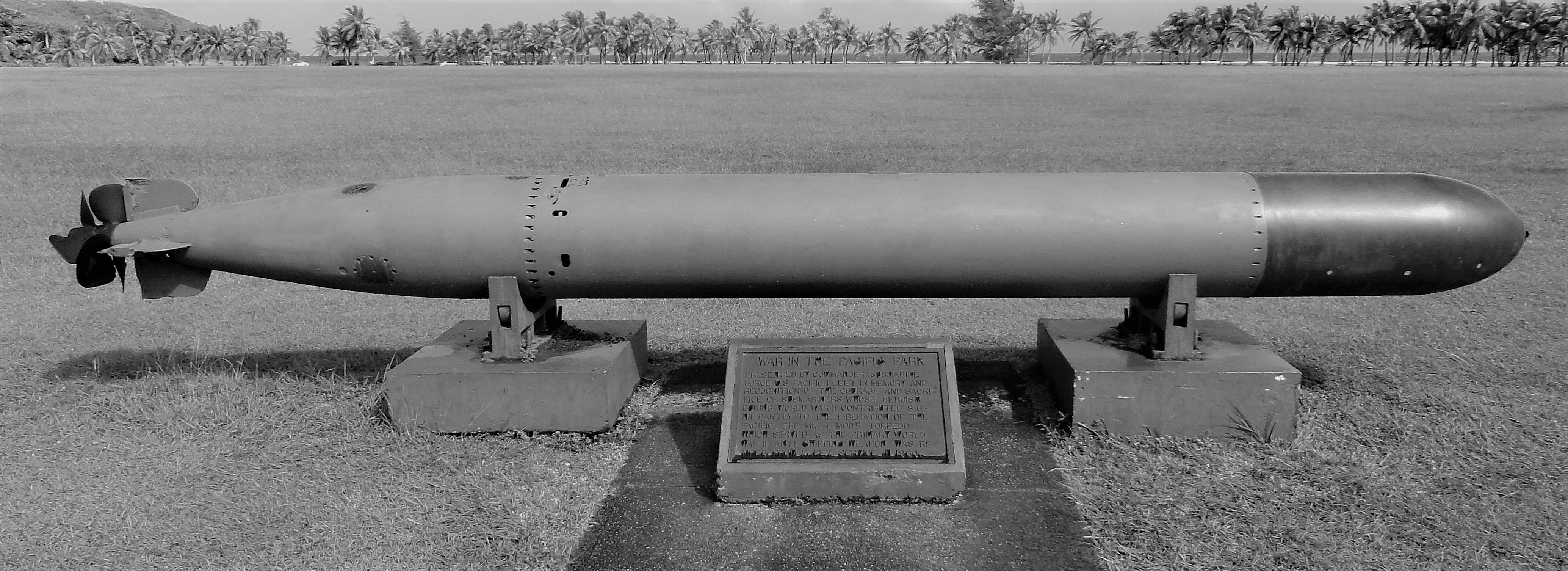
Torpeda parogazowa kalibru 533 mm Mark XIV

Uzbrojenie artyleryjskie okrętu składało się początkowo z pojedynczego działa 3"/50 za kioskiem ku rufie (kalibru 76,2 mm, o długości 50 kalibrów), dwóch karabinów maszynowych .50" (12,7 mm) oraz dwóch .30" (7,62 mm). Działo 76,2 mm miało podwójne przeznaczenie: dzięki wysokiemu kątowi podniesienia służyć mogło do obrony przed atakiem powietrznym z dużej odległości lub wysokości. W amerykańskiej flocie działo to było uważane przede wszystkim za przeciwlotniczą broń defensywną; na okrętach podwodnych jednak wykorzystywane było głównie do ostrzału nawodnych jednostek pływających.
Działo 76,2 mm zamontowane było na podstawie za kioskiem; mogło wystrzelić ważący 13 funtów (6 kg) pocisk z prędkością wylotową 823 m/s, na maksymalną odległość 14 630 metrów i maksymalną wysokość 6500 metrów. Zakres kąta podniesienia działa wynosił -10° do 85°. Amunicja pakowana była w zestawach po cztery kompletne naboje o wadze 14,5 kg w jednym pojemniku o wadze 56,7 kg. Działo to miało wodoszczelny czop zamykający wylot lufy, wodoszczelną pokrywę zamka oraz mechanizmy ze stali nierdzewnej. Skutkiem żądań admirała Charlesa Lockwooda, w późniejszym okresie wojny armata 3-calowa została zamieniona na działo kalibru 5 cali (127 mm), zdemontowane w tym celu ze starego okrętu serii V.
Podstawą uzbrojenia okrętu były jednak 24 torpedy parogazowe kalibru 533 mm Mark XIV, wystrzeliwane z sześciu dziobowych i czterech rufowych wyrzutni torpedowych. System kierowania ogniem torpedowym opierał się o Torpedo Data Computer (TDC), automatycznie wyliczający kurs nieprzyjacielskiej jednostki w relacji do kursu okrętu podwodnego oraz obliczający i ustawiający kąt żyroskopów torped, właściwy do przechwycenia celu. Komputer torpedowy zapewniał również ciągłe zobrazowanie relatywnej pozycji celu względem okrętu. TDC mógł czerpać dane ze wskazań sonaru lub peryskopu, a dzięki jego zastosowaniu dowódca okrętu nie stał wobec konieczności ustawicznego samodzielnego wykonywania niezbędnych do ataku obliczeń. Torpedo Data Computer na bieżąco wykonywał obliczenia uwzględniające zmiany kursu, pozycji oraz kąta względem siebie okrętu i jego celu. Po dokonaniu obliczeń (bądź ich aktualizacji), komputer odrębnie programował żyroskopy każdej z torped wystrzeliwanej salwy, co umożliwiało jednoczesne atakowanie wielu celów kilkoma torpedami, bez konieczności celowania całym okrętem, tj. umożliwiał atakowanie celów, przy możliwości ustawienia w tym czasie okrętu w dowolnym kierunku.
Zamiennie z częścią torped, uzbrojenie okrętu uzupełniały miny morskie 52,8 x 239,4 cm Mark 12 o wadze 655 kg z ładunkiem wybuchowym 499 kg TNT, lub o wadze 723 kg z 567 kg Torpexu, bądź też mobilne miny Mark 27 (53 x 625 cm) o zasięgu 4100 metrów przy prędkości 10,5 węzła, z ładunkiem 398 kg Torpexu.

### Warunki socjalne
USS Tautog (SS-199) zapewniał załodze doskonałe warunki socjalne, nieporównywalne z jakimikolwiek konstrukcjami innych krajów. Wyposażony w wewnętrzną klimatyzację pokładową, lodówkę do przechowywania świeżej żywności, bardzo dobrze wyposażony kambuz, osobną mesę ze stołami i prysznice. Wśród niektórych wyższych oficerów amerykańskiej marynarki starszego pokolenia, tak dobre „hotelowe” warunki budziły sprzeciw. Były one jednak podyktowane względami czysto praktycznymi, nie zaś luksusem. W warunkach Pacyfiku, bez układu kontroli temperatury wewnątrz jednostki, w zanurzonym okręcie temperatura szybko wzrosłaby do ponad 38 °C. Wraz ze stuprocentową wilgotnością powietrza, w zetknięciu się z zimnym kadłubem wywoływałoby to „pocenie się” stali, co mogłoby być niebezpieczne dla znajdujących się w okręcie urządzeń elektrycznych. Nie bez znaczenia był także wpływ temperatury na kondycje fizyczną i psychiczną załogi, a w konsekwencji także na jej sprawność bojową.

## Służba operacyjna

### Służba na Atlantyku
Okręt wszedł do służby 3 lipca 1940 roku, z radiowym sygnałem wywoławczym NALZ (November - Alpha - Lima - Zulu).

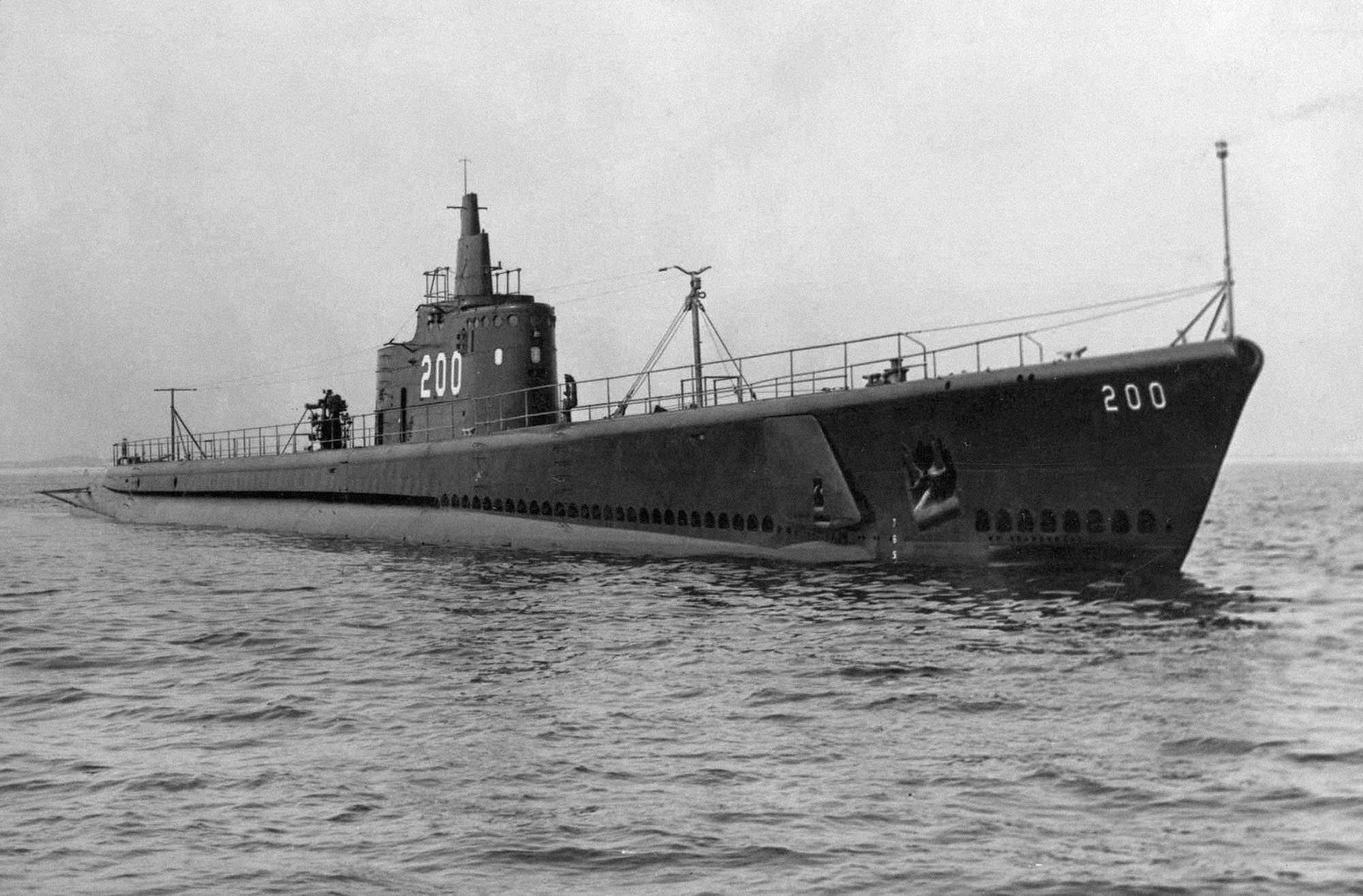
USS „Thresher” (SS-200), okręt siostrzany USS „Tautog”, z którym SS-199 prowadził wspólne operacje na Atlantyku

Po przyjęciu do służby okręt przeszedł przez krótki okres treningowy w estuarium Long Island Sound kolo Nowego Jorku, po czym 6 września wypłynął w dziewiczy rejs na Karaiby, zakończony 11 listopada 1940 roku w bazie New London. W tym samym miesiącu zostały ukończone ostateczne testy jednostki, po czym okręt przeszedł sześciotygodniowy remont w stoczni Portsmouth Naval Shipyard. Po zakończeniu remontu, okręt powrócił do New London, gdzie przystosowano go do stawiania min z wykorzystaniem wszystkich 10 wyrzutni torpedowych, przez co jest uważany za prekursora amerykańskiej doktryny minowej.
W lutym 1941 roku „Tautog” otrzymał rozkaz udania się wraz z siostrzanym USS „Thresher” (SS-200) do Saint Thomas na Wyspach Dziewiczych, gdzie przebywał przez 6 tygodni, wykonując misję specjalną, której szczegóły do dziś pozostają nieznane. W tym czasie na jego pokładzie przebywał jednak sekretarz marynarki Frank Knox. Po zakończeniu operacji z Saint Thomas, udał się do Newport, skąd operował przez kilka tygodni. Pod koniec kwietnia tego roku okręt powrócił do New London, gdzie został w pełni zaopatrzony i pozostawał w stanie podwyższonej sześciogodzinnej gotowości. 1 maja 1941 roku, wraz z siostrzanymi USS „Thresher” i USS „Tambor” (SS-1980), wypłynął w rejs do Perl Harbor na Oceanie Spokojnym, z przystankami w Coco Solo i San Diego.

### Służba na Pacyfiku

#### Pearl Harbor

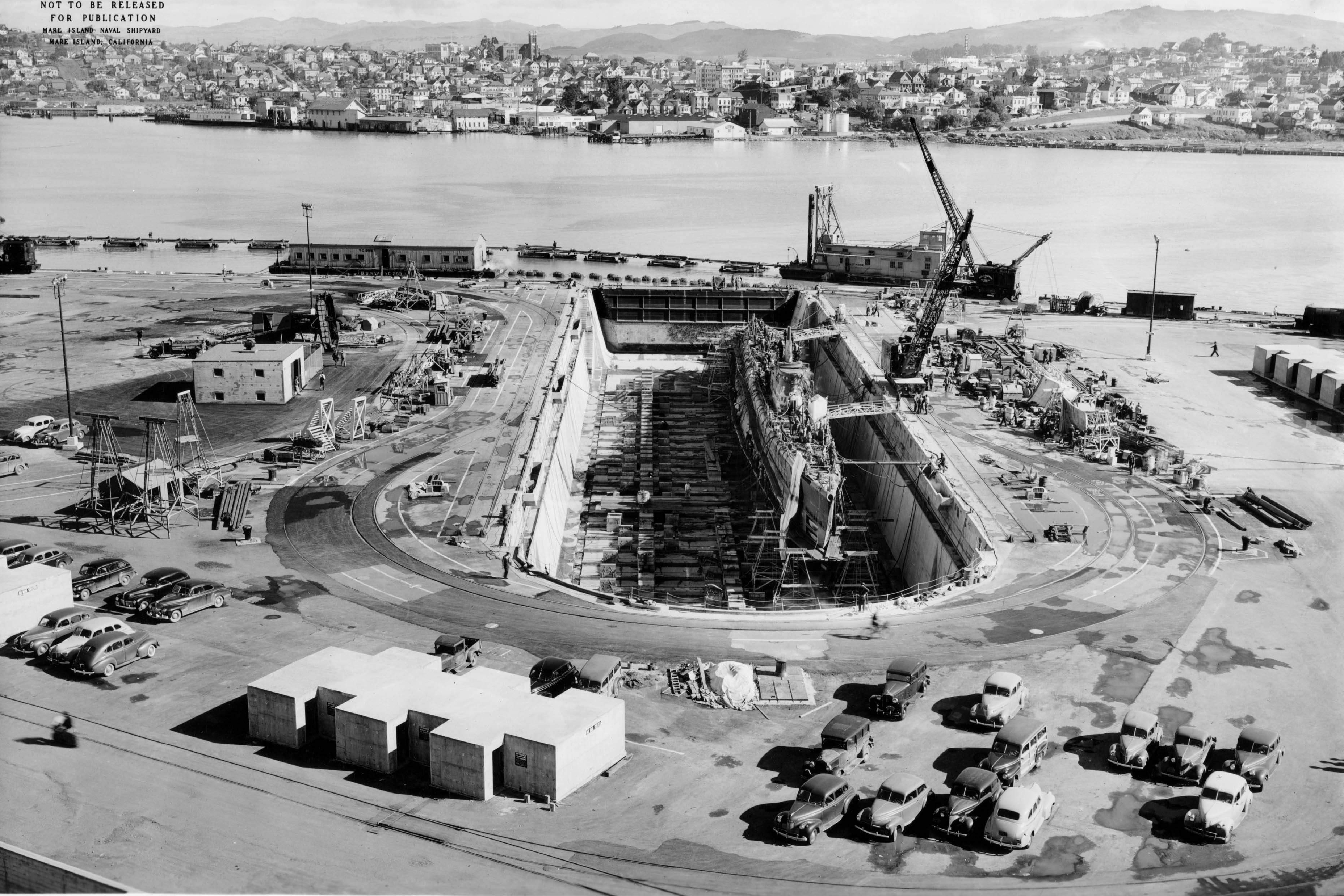
USS „Tautog” (SS-199) 13 marca 1942 roku w suchym doku nr 4 stoczni Mare Island

Trzy okręty typu Tambor przybyły do Perl Harbor 6 czerwca 1941 roku, skąd „Tautog” operował przez następne miesiące, prowadząc m.in. eksperymenty dotyczące czasu przygotowania do patrolu. 21 października, okręt wyszedł na patrol wraz z „Thresherem”, po czym przeprowadzał ćwiczenia długotrwałego przebywania w zanurzeniu, 15-16 godzin dziennie przez 38 kolejnych dni. Jednostka wróciła do Pearl Harbor 5 grudnia 1941 roku, tuż przed japońskim atakiem na bazy amerykańskiej marynarki i lotnictwa. 7 grudnia 1941 roku USS „Tautog” zacumowany przy nabrzeżu numer 2 bazy okrętów podwodnych za pomocą karabinu 12,7 mm zestrzelił japoński samolot bombowy, co zaliczono mu jako pierwszą stratę zadaną Japonii przez amerykańskie okręty podwodne.
 I patrol
26 grudnia 1941 roku, pod dowództwem Lt.Cdr. Joseph Willinghama juniora, USS „Tautog” wypłynął w kierunku Wysp Marshalla na swój pierwszy wojenny patrol. 13 stycznia 1942 roku zaatakował mały trałowiec japoński, jednak wystrzelone w jego kierunku 3 torpedy chybiły, okręt podwodny został natomiast zaatakowany bombami głębinowymi. Na skutek uszkodzenia peryskopu oraz niedostatku wody pitnej, „Tautog” został zmuszony do skrócenia patrolu i powrotu do Pearl Harbor. Pierwszy patrol okrętu był jedynym podczas wojny, po powrocie z którego dowódca okrętu nie zgłosił żadnego zatopienia. Po zakończeniu tego patrolu okręt popłynął do stoczni Mare Island na rutynowy przegląd.
 II patrol
24 kwietnia okręt wyszedł z Pearl Harbor na swój drugi patrol. 26 kwietnia, w drodze do Wysp Marshalla, w pobliżu Wyspy Johnsona z pokładu okrętu dostrzeżono peryskop przygotowującego się do ataku okrętu podwodnego. USS „Tautog” ocalał jedynie dzięki szybkiemu zwrotowi, który pozwolił amerykańskiej jednostce także na wystrzelenie własnej torpedy z wyrzutni rufowej. Torpeda z zapalnikiem magnetycznym Mk. VI eksplodowała nad zanurzonym nieprzyjacielskim okrętem, niszcząc japoński Ro-30. Za pomocą sygnalizacji świetlnej „Tautog” skontaktował się z przelatującym w pobliżu amerykańskim samolotem, w celu zbadania sytuacji i potwierdzenia zatopienia japońskiego okrętu.

##### Polowanie na Shōkaku

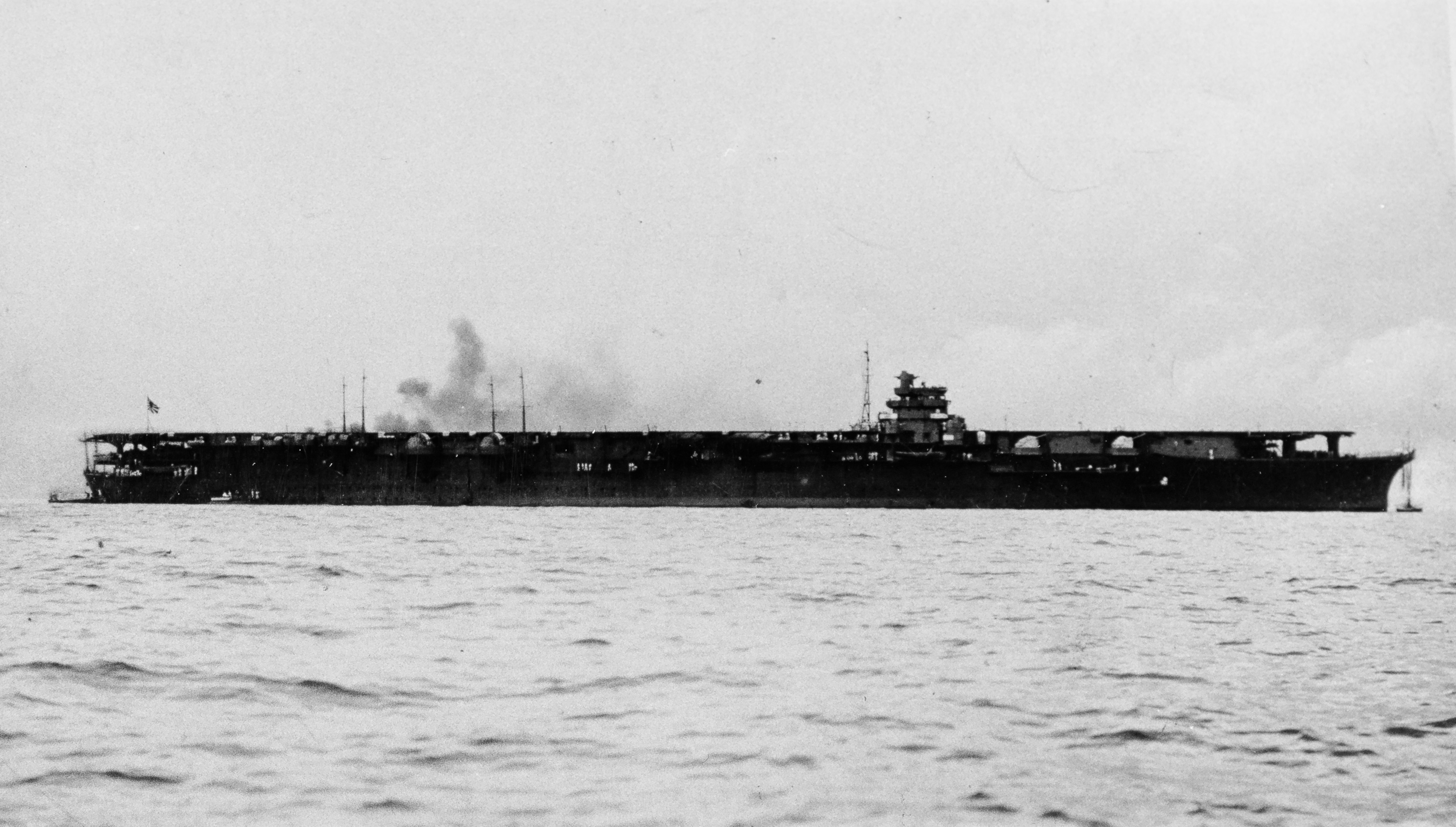
Zwodowany 1 czerwca 1939 roku „Shōkaku”

Natychmiast po przybyciu w rejon Wysp Marshalla, „Tautog” otrzymał rozkaz udania się w kierunku Truk, celem przechwycenia japońskich jednostek powracających po bitwie na Morzu Koralowym. Podczas tego starcia, flota japońska straciła lekki lotniskowiec Shōhō, zaś ciężki lotniskowiec floty Shōkaku, został uszkodzony. Po zakończeniu bitwy, hawajskie Hypo śledziło Shōkaku i bliźniaczy Zuikaku, odkrywając dzięki temu że jednostki te zmierzają przez Truk do Japonii. Lotniskowce, zwłaszcza uszkodzony Shōkaku, natychmiast stały się pierwszoplanowymi celami polowania amerykańskiej floty podwodnej. 7 maja (8 maja czasu Morza Koralowego) dowództwo w Pearl Harbor skierowało do przechwycenia japońskich lotniskowców okręty podwodne USS „Greenling” (SS-213), „Gar” (SS-206), „Grampus” (SS-207) oraz „Tautog”, które miały przechwycić najważniejsze japońskie jednostki w pierwszej fazie szeroko zakrojonej operacji Wounded Bear (Ranny Niedźwiedź) w pobliżu Truk. USS „Greenling” przebywał już w tym rejonie, zaś pozostałe okręty miały bezzwłocznie dołączyć do niego od wschodu. W Pearl Harbor jednak sądzono, że Shōkaku jest bardziej uszkodzony niż był w rzeczywistości, toteż niedoszacowano jego prędkość i tempo przemieszczania się. Gdy USS „Gar”, „Grampus” oraz „Tautog” przypłynęły w okolice Truk, „ranny niedźwiedź” był już bezpieczny wewnątrz laguny, zaś patrolujący północną stronę wyspy „Greenling” nie miał możliwości zauważenia jego przypłynięcia.
Mimo niepowodzenia pierwszej fazy operacji, „Tautog” pozostał w wyznaczonym rejonie na południe od Truk, w celu przechwycenia innych japońskich jednostek wracających z Morza Koralowego. 15 maja z okrętu dostrzeżono zaciemniony statek. Podczas gdy „Tautog” zajmował pozycję dogodną do ataku, statek rozświetlił się, ujawniając tym samym oznaczenia statku szpitalnego. Lt.Cdr. Joseph Willingham Jr. przerwał atak, mimo że w świetle prawa międzynarodowego – o ile napotkana jednostka rzeczywiście była statkiem szpitalnym – odpowiedzialność za atak spadłaby na dowódcę japońskiej jednostki wobec braku wymaganego prawem oświetlenia. Patrolując na południe od Truk, „Tautog” wykrył „Goyo Maru” – jeden ze statków japońskich sił inwazyjnych. Z dwóch wystrzelonych w jego kierunki torped, jedna trafiła w cel, druga natomiast zawróciła i kierowała się w stronę amerykańskiego okrętu, co zmusiło SS-199 do głębokiego zanurzenia. Uszkodzony japoński statek natomiast w celu uniknięcia zatopienia wyrzucił się na brzeg.

##### Potyczka z I-28
| Dowódcy okrętu                | Dowódcy okrętu    | Dowódcy okrętu    |
| ----------------------------- | ----------------- | ----------------- |
| Lt.Cdr. Joseph Willingham Jr. | 3 lipca 1940      | 28 listopada 1942 |
| Lt.Cdr. William Sieglaff      | 28 listopada 1942 | 8 kwietnia 1944   |
| Lt.Cdr. Thomas Baskett        | 8 kwietnia 1944   | 10 lutego 1945    |
| Lt.Cdr. Alfred Higgs          | 10 lutego 1945    | 8 grudnia 1945    |

Dwa dni po ataku na „Goyo Maru”, dowódca został zaalarmowany przez Hypo o powracających z Morza Koralowego czterech japońskich okrętach podwodnych. Wkrótce „Tautog” napotkał 3 z nich, pierwszy zaskoczył jednak dowódcę amerykańskiej jednostki, przez co okręt nie miał czasu na przygotowanie strzału; „Tautog” wystrzelił więc dwie torpedy do drugiego z nich. Załoga okrętu była przekonana, że uzyskała trafienie, jednak powojenne badania nie potwierdziły tego. Willingham wystrzelił także dwie torpedy w kierunku trzeciego okrętu podwodnego, z których jedna trafiła nieprzyjacielską jednostkę zatrzymując ją, po czym zaczął zmniejszać dystans do japońskiego okrętu celem wystrzelenia trzeciej torpedy. W tym samym czasie I-28 wystrzelił dwie torpedy w kierunku „Tautoga”. Wystrzelone przez przeciwników torpedy minęły się, o ile jednak amerykański okręt zanurzył się wykonując skuteczny unik, o tyle trzecia torpeda amerykańska trafiła I-28, który natychmiast zatonął. 22 maja z pokładu „Tautoga” dostrzeżono dwa wypływające z Truk parowce, z których jeden był uzbrojoną jednostką pomocniczą. Według niektórych źródeł, „Tautog” wykonał atak podwodny na pierwszy z nich, po którym statek ten zatonął. Wobec niewykrycia okrętu podwodnego, okręt pomocniczy – po krótkich poszukiwaniach – zawrócił do portu. Atak na niego uniemożliwił jednak przelatujący samolot, który zmusił amerykański okręt podwodny do wycofania się na zachód. Informacji o tym zajściu nie potwierdzają jednak wszystkie źródła, zaś zatopienia pierwszej z jednostek nie zdołał potwierdzić po wojnie JANAC.
25 maja 1942 roku „Tautog” wykonał skuteczny atak torpedowy z głębokości peryskopowej na „Shoka Maru” o pojemności 4467 ton. Był to ostatni atak w trakcie tego patrolu, zakończonego zgłoszeniem zatopienia jednostek przeciwnika o łącznym tonażu 19 500. „Tautog” obrał kurs na Fremantle w Australii, dokąd dotarł bez przeszkód 11 czerwca 1942 roku. Patrol ten przyniósł jedyną w trakcie wojny szansę na zatopienie trzech okrętów podwodnych przeciwnika, która już nigdy więcej się nie powtórzyła.

#### Fremantle
3. patrol
17 lipca 1942 roku „Tautog” opuścił Fremantle, udając się na swój trzeci patrol do brzegów Francuskich Indochin, który jednak okazał się nieudany. Z powodu niesprzyjających warunków pogodowych, amerykański okręt zdołał odnaleźć jedynie jedną jednostkę japońską – służący jako okręt pomocniczy marynarki, pasażersko-transportowy statek „Ohio Maru”, który zatopił 6 sierpnia. Japoński statek został wykryty dzięki nasłuchowi akustycznemu, po czym okręt wystrzelił w jego kierunku 3 torpedy w sześciosekundowych odstępach, z których ostatnia chybiła. Po wynurzeniu się, amerykański okręt odnalazł na powierzchni morza plamę ropy oraz unoszące się na powierzchni szczątki statku. Po 56 dniach patrolu, 10 września 1942 roku okręt powrócił do Fremantle.
 4. patrol 

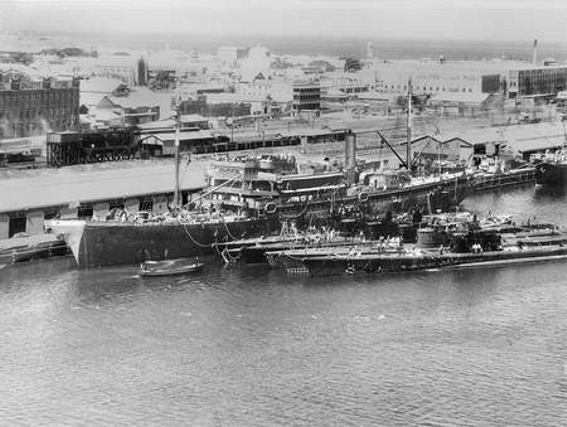
USS „Holland” (AS-3) we Fremantle

Po przeprowadzonym przez załogę okrętu remoncie silników okrętu i zaopatrzeniu go w miny z tendra USS „Holland” (AS-3), okręt wyszedł na kolejny patrol. 20 października trafił na 75-tonowy szkuner rybacki. Wśród Japończyków na jego pokładzie znajdowało się kilkoro Filipińczyków, którzy zostali wzięci na pokład amerykańskiego okrętu, Japończycy zaś weszli do trzech znajdujących się na pokładzie szkunera łodzi. Po zaopatrzeniu japońskiej załogi w wodę i wskazaniu jej kierunku do najbliższego lądu, „Tautog” zatopił jednostkę przy użyciu działa pokładowego. 27 października – po 3 dniach tajfunu – okręt zatopił statek pasażersko-transportowy o nieznanej nazwie. Dwie wystrzelone z okrętu torpedy wywołały pożar na pokładzie jednostki o pojemności 4000 ton, która zatonęła w ciągu kilku minut. Następnego dnia zaatakowany został inny statek, jednak dwie wystrzelone torpedy nie eksplodowały po trafieniu cel. Okręt podwodny został za to zaatakowany bombami głębinowymi przez okręty eskorty, co wywołało liczne drobne przecieki kadłuba.
2 listopada, wykorzystując chwilową poprawę pogody, położył pole minowe z 32 min Mk. 12 niedaleko Hajfong we Francuskich Indochinach, z których trzy eksplodowały przedwcześnie. 11 listopada „Tautog” zaatakował statek pasażersko-transportowy, lecz wystrzelone torpedy chybiły celu. Zaalarmował jednak okręt eskorty, który niezauważenie zbliżył się do zanurzonej jednostki. Pięć zrzuconych w bliskiej odległości bomb głębinowych wywołało wstrząsy okrętu powodujące utratę równowagi przez większość członków załogi. Okręt odniósł szereg uszkodzeń, w związku z czym 21 listopada powrócił do Fremantle. 28 listopada Lt.Cdr. William Sieglaff zmienił Lt.Cdr. Josepha Willinghama Jr. na stanowisku dowódcy okrętu.
5. patrol
Na piąty patrol okręt wyszedł 15 grudnia 1942 roku, w kiedunku Morza Jawajskiego w pobliżu Ambon, Timoru i Celebes. Wieczorem 24 grudnia okręt wykrył frachtowiec, który śledził do godziny 3 rano następnego dnia, kiedy wystrzelił w jego kierunku trzy torpedy z wyrzutni rufowych. Dwie z nich eksplodowały u celu i zatopiły „Banshu Maru Nr 2”. Wobec kontrataku japońskiego okrętu patrolowego pozostawał przez 10 godzin w zanurzeniu kierując się na zachód. Tego samego dnia wykrył – jak sądził dowódca okrętu – kolejny frachtowiec w towarzystwie okrętu eskorty. Wkrótce jednak okazało się, że napotkane jednostki stanowią zespół okrętów przeciwpodwodnych, który zaatakował amerykańską jednostkę wieloma ładunkami głębinowymi, eksplodującymi w niewielkiej odległości.
5 stycznia następnego roku „Tautog” trafił na niewielki statek żaglowy wypełniony 12 muzułmańskimi żeglarzami, kobietami, dziećmi i zwierzętami hodowlanymi. Po sprawdzeniu ich dokumentów, dowódca amerykańskiej jednostki zezwolił na ich dalszy rejs. 9 stycznia rano okręt wykrył japoński lekki krążownik typu Nagara w odległości około 2,5 kilometra. Trzy minuty po wystrzeleniu pierwszej torpedy załoga okrętu usłyszała głośną eksplozję, operator sonaru zaś zameldował, iż śruby krążownika przestały się obracać. W ciągu kilku następnych minut japoński okręt ruszył jednak w dalszą drogę ze zmniejszoną prędkością, wobec czego „Tautog” odpalił dwie kolejne torpedy. W międzyczasie krążownik otworzył ogień artyleryjski do okrętu podwodnego z taką intensywnością, iż amerykański okręt nie był w stanie śledzić go w celu przeprowadzenia kolejnego ataku. Kilkanaście dni później, na Morzu Banda, "Tautog" dostrzegł frachtowiec, który zatopił 22 stycznia trzema torpedami. Jednostka ta została później zidentyfikowana jako eks-holenderski statek transportowo-pasażerski „Hasshu Maru”. Po zakończeniu tego ataku amerykański okręt skierował się w drogę powrotną do Fremantle. Podczas rejsu powrotnego pozbawiony już torped „Tautog” został wykryty przez japoński zespół okrętów nawodnych i podwodnych, które przypuściły atak na amerykańską jednostkę przy pomocy artylerii, torped, a następnie bomb głębinowych. W dodatku gdy okręt usiłował wyrwać się z osaczenia, w pobliżu Ambon wpadł w wir wodny, który ściągnął go w dół na głębokość 150 stóp (45 metrów). Ostatecznie 30 stycznia 1943 roku okręt zakończył swój 5 patrol we Fremantle.
6. patrol
Na swój kolejny patrol w rejonie Cieśniny Makasarskiej i wokół Balikpapan, USS „Tautog” (SS-199) wyszedł 24 lutego, gdzie postawił pole minowe. W tym czasie na okręcie wymieniono działo kalibru 76,2 mm na działo większego kalibru 127 mm, zdjęte ze starego okrętu podwodnego serii V z I wojny światowej. W trakcie tego patrolu, w celu przetestowania działa, okręt wykonał cztery ataki artyleryjskie na powierzchni. Pierwszy atak, nocny, nie powiódł się, gdyż błysk działa oślepił zarówno jego obsługę, jak i znajdującego się na szczycie kiosku dowódcę okrętu. W drugim i trzecim ataku „Tautog” zatopił małe trawlery, w czwartym natomiast ataku usiłował zatopić statek zakotwiczony wewnątrz portu, jednakże działo zacięło się i okręt musiał przerwać atak.

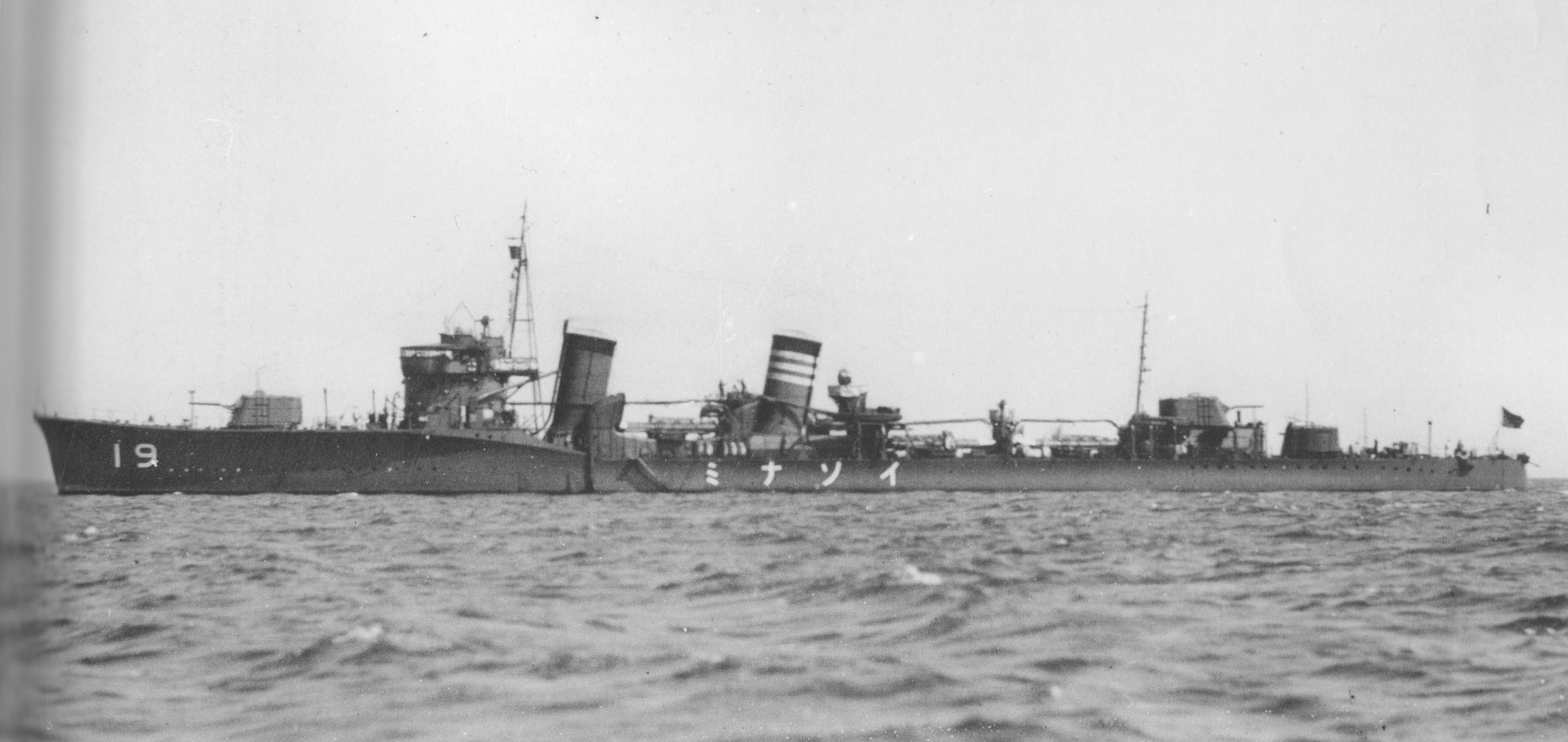
Japoński niszczyciel "Isonami" typu Fubuki, zatopiony 9 kwietnia 1943 roku

"Tautog" przeprowadził także trzy ataki torpedowe w trakcie tego patrolu. W pierwszym wystrzelił pojedynczą torpedę w kierunku wysadzonego na brzeg japońskiego tankowca, który uległ uszkodzeniu w wyniku ataku lotniczego – w celu upewnienia się, że jednostka nie zostanie naprawiona. Precyzyjnie wycelowana torpeda spowodowała wtórną eksplozję, skutkiem której statek osiadł na dnie także w części rufowej. W drugim ataku zaatakował trzema torpedami frachtowiec – wszystkie strzały okazały się niecelne. Trzeci atak przeprowadził na mały konwój, wystrzeliwując 9 torped, dzięki czemu uzyskał dwa potwierdzone zatopienia, frachtowca o pojemności 5000 ton i niszczyciela "Isonami" o wyporności 2000 ton.
Podczas zakończonego 19 kwietnia we Fremantle szóstego patrolu USS "Tautog" zatopił niszczyciel, frachtowiec, szkuner, sampan motorowy oraz żaglowiec – jeden z najbardziej zróżnicowanych szeregów jednostek ze wszystkich amerykańskich patroli podwodnych podczas wojny.
7. patrol
Na siódmy patrol „Tautog” wypłynął z Fremantle 11 maja 1943 roku w rejon Morza Flores, Zatoki Boni, Morza Moluckiego, Morza Celebes i Zatoki Moru. 20 maja w pobliżu wyspy Pulasi „Terrible T” napotkał sampan motorowy i zatopił go ogniem z działa 5-calowego i 20 mm. 6 czerwca w cieśnienie Basalin napotkał japoński statek transportowy, do którego wystrzelił salwę 3 torped. Pierwsza z nich eksplodowała u celu po 20 sekundach, zatapiając „Shinei Maru”. Przed zakończeniem trwającego 53 dni patolu, zatopił 4474-tonowy statek transportowy „Meiten Maru”. Podczas tego patrolu "Tautog" przeprowadził trzy ataki artyleryjskie oraz siedem ataków torpedowych, z których kilka było nieskutecznych z powodu wadliwego działania torped. Kończąc patrol, okręt nie udał się jednak z powrotem do Fremantle, lecz przez Pearl Harbor popłynął do San Francisco na zachodnim wybrzeżu Stanów Zjednoczonych, gdzie w stoczni Hunter's Point Naval Shipyard przeszedł remont okresowy. W jego trakcie, okręt został poddany modernizacji.

#### Drugi okres Pearl Harbor
8. patrol 
Po przejściu krótkiego okresu treningowego, 7 października „Tautog” wyszedł na swój ósmy patrol w rejon Palau. 22 października okręt wynurzył się w pobliżu wyspy Fais, gdzie ogniem artyleryjskim ostrzelał duży zakład produkcji fosforanów. Pierwsze 5 pocisków zniszczyło maszt radiowy, mały budynek oraz dźwig. Osiemnaście kolejnych pocisków zniszczyło duże budynki fabryczne. 4 listopada zniszczył ścigacz Nr 30, a zaraz potem uszkodził zbiornikowiec i 3 statki transportowe. Mimo zużycia wszystkich torped, przez dwa dni „Tautog” śledził japoński konwój, raportując przez radio do Pearl Harbor jego pozycję, zanim 18 listopada wpłynął do amerykańskiej bazy tranzytowej okrętów podwodnych na Midway.
9. patrol
Dziewiąty patrol USS "Tautog" (SS-199) rozpoczął się 12 grudnia 1943 roku w Pearl Harbor. Okręt skierował się na ojczyste wody Japonii, na południowy wschód od wyspy Sikoku i wzdłuż wybrzeża Honsiu. 27 grudnia wystrzelił salwę trzech torped we frachtowiec, podobny atak przeprowadził na statek pasażerski. Został jednak zaatakowany przez okręty eskorty przeciwnika, które zmusiły jednostkę do głębokiego zanurzenia, gdzie pozostawał przez 4 godziny, obrzucony w sumie 99 bombami głębinowymi. Wobec japońskiego kontrataku, komandor Baskett nie był w stanie stwierdzić rezultatów swojego ataku. 3 stycznia 1944 roku, okręt śledził japoński statek transportowy, do którego wystrzelił następnie wachlarzem 3 torpedy. "Saishu Maru" eksplodował na oczach zgromadzonych na pobliskim brzegu lokalnych japońskich notabli i szybko zatonął. Następnego dnia wystrzelił salwę 6 torped, z których 4 trafiły i przełamały na pół statek "USA Maru". Jednostka zatonęła z rufą i dziobem jednocześnie w powietrzu. Przed powrotem do Pearl Harbor 30 stycznia, "Tautog" przechwycił dwa frachtowce i wystrzelił 3 torpedy w większy z nich oraz jedną w kolejny. Zmuszony do ponownie do zanurzenia przez jednostki eskorty, zdołał stwierdzić występujące dokładnie we właściwym czasie eksplozje, co znamionowało trafienie obu zaatakowanych statków. W późniejszym czasie amerykańskiej jednostce zostało przyznane uszkodzenie w tym ataku "Kogyo Maru", która została ostatecznie zatopiona przez inny amerykański okręt podwodny, przybyły na miejsce ataku dzięki informacjom otrzymywanym z "Tautoga".
10. patrol
Dziesiąty patrol „Tautoga” był jednocześnie szóstym patrolem jego dowódcy, komandora Barneya Sieglaffa, który zaprowadził go za koło podbiegunowe. W drodze do wyznaczonego sektora okręt zatrzymał się celem dokonania drobnych napraw. Podczas tej przerwy w podróży jeden z mechaników został zmyty przez falę do oceanu. Okręt krążył przez około pół godziny w poszukiwaniu członka swojej załogi, lecz poszukiwania człowieka w lodowatej wodzie okazały się bezskuteczne, zaś bezsensowna śmierć przybiła załogę okrętu. Odnalezienie pierwszego celu godnego torpedy zajęło amerykańskiej jednostce około tygodnia.

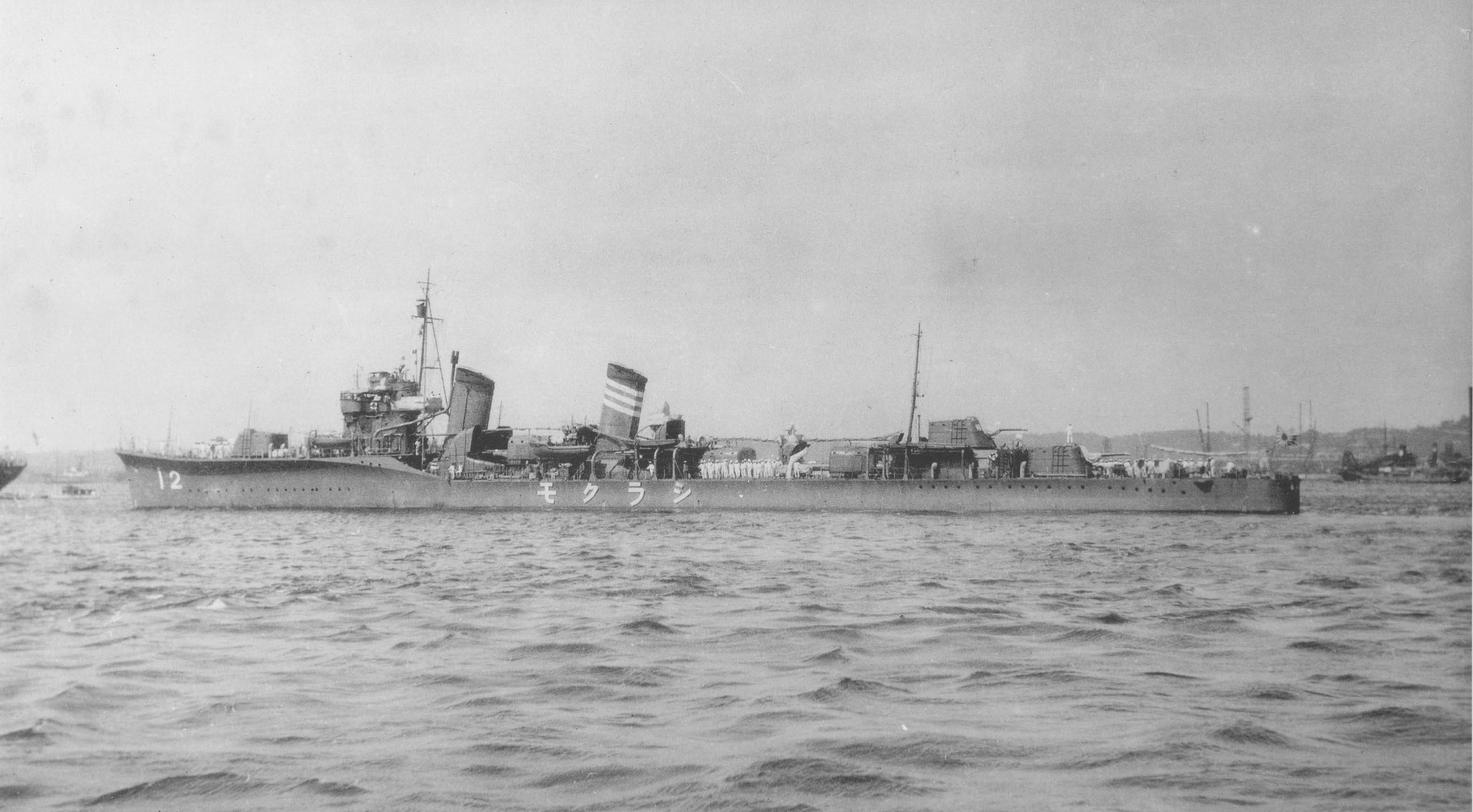
Niszczyciel typu Fubuki "Shirakumo", który podczas bitwy w Cieśninie Sundajskiej zatopił australijski krążownik HMAS "Perth"

W tym czasie okręt całkowicie otoczony był przez masę pływającego lodu o grubości około 5 centymetrów. 13 marca okręt odnalazł dwa statki. Po zbliżeniu się na odległość 1300 metrów odpalił 3 torpedy. Dwie z nich trafiły statek, którego japońska załoga natychmiast rozpoczęła opuszczanie okrętu. Statek jednak nie tonął, wobec czego dowódca wystrzelił, jedna po drugiej, kolejne 4 torpedy. Mimo tego japoński statek wciąż nie tonął, co zmusiło amerykański okręt do wynurzenia w celu zatopienia "gumowego statku", jak go nazwał kmdr Sieglaff, za pomocą działa 127 mm. W międzyczasie nadpłynął "Shojen Maru", drugi ze statków, w celu podjęcia rozbitków z pierwszej jednostki, toteż "Tautog" ponownie zanurzył się i szybko zatopił go za pomocą 3 torped. W międzyczasie, pierwszy ze statków – "Ryua Maru" – pogrążył się w oceanie.
Po zakończeniu tego ataku „Tautog” skierował się na południe w celu patrolowania północno-wschodnich wybrzeży Honsiu. 16 marca uzyskał kontakt radarowy na konwój złożony z 7 statków. Po przygotowaniu okrętu dowódca odpalił 4 torpedy w kierunku jednego z frachtowców, kolejną salwę 3 torped w drugi ze statków, następnie 4 kolejne w trzecią jednostkę. W zamieszaniu bitewnym i huku eksplozji oraz artyleryjskim kontrataku jednostek eskorty, dowódca okrętu podwodnego nie był w stanie stwierdzić, w co trafiły torpedy jego jednostki. Podczas wymuszonego kontratakiem zanurzenia, załoga słyszała jednak kolejne eksplozje na powierzchni, znamionujące zniszczenie wrogich jednostek pływających. Dopiero powojenne badania JANAC wykazały, że USS „Tautog” zatopił w tym ataku jeden z frachtowców i okręt eskorty, transportowo-pasażerski „Nichiren Maru” oraz niszczyciel „Shirakumo” typu Fubuki. Po zakończeniu tego patrolu z jednostki zszedł kmdr. pdpr. Sieglaff, zastąpiony przez kmdr. Toma Basketa, pod którego dowództwem "Tautog" powrócił na morza polarne w jedenastym patrolu.
11. patrol

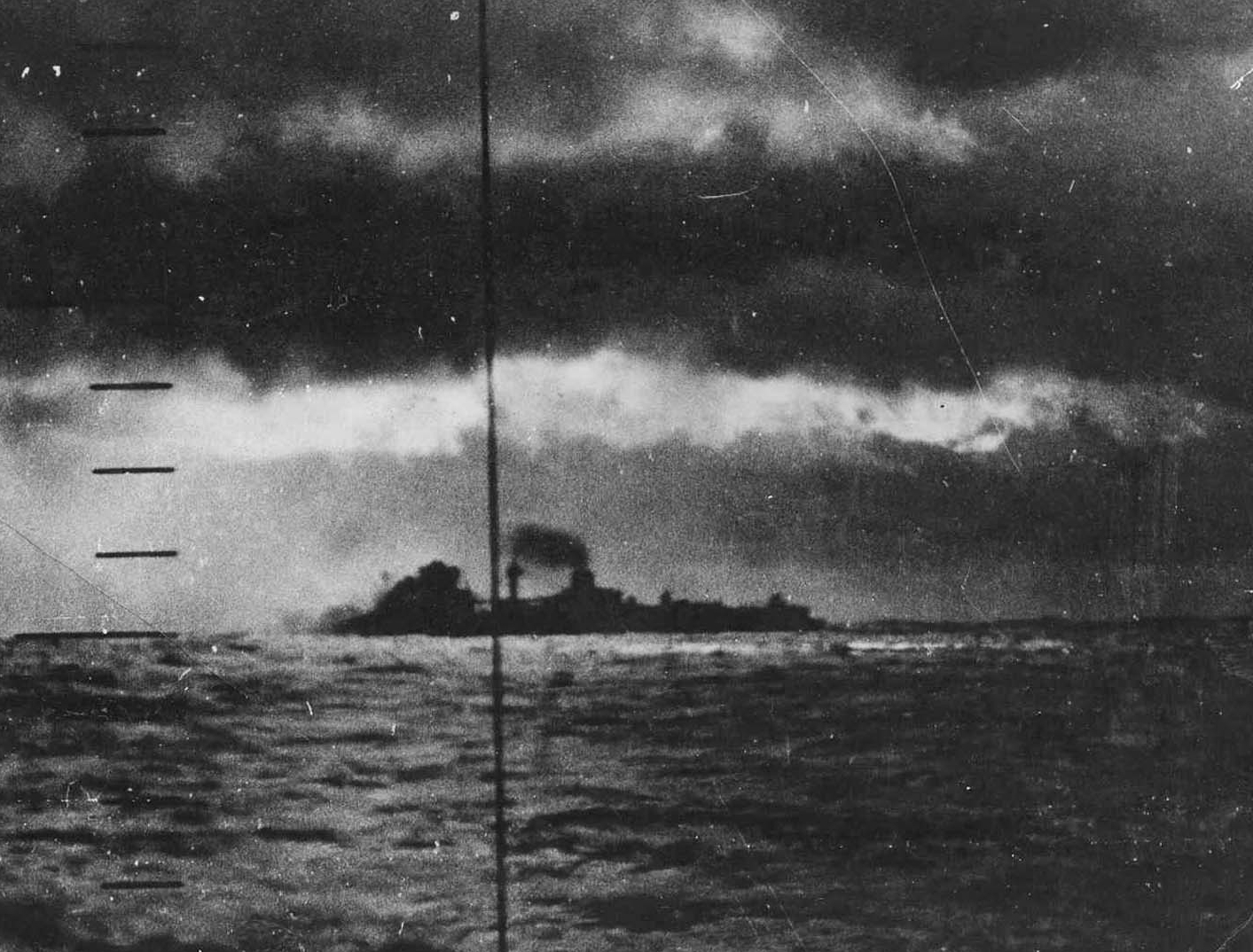
Transport nr 15 tonie po ataku torpedowym 17 stycznia 1945 roku. Widok z peryskopu USS Tautog (SS-199).

2 maja okręt odnalazł na kotwicy niedaleko Matsuwy duży statek o pojemności 6000 ton, do którego odpalił sześć torped, w efekcie czego „Ryoyu Maru” zatonął. Następnego dnia odnalazł we mgle „Fushimi Maru” o pojemności 5000 ton, którego zatopił salwą 4 torped. Zanim jednak statek ostatecznie zatonął, już z zanurzonym pod wodę dziobem i wysoko wystającym ponad poziom oceanu sterem, japońska załoga ostrzeliwała „Tautoga” z działa pokładowego, toteż kapitan amerykańskiej jednostki postanowił ukryć się za podniesioną rufą japońskiej jednostki, podczas gdy obsługa działka 20 milimetrów usiłowała stłumić japoński ogień, zasypując statek gradem pocisków, dopóki działko nie zacięło się. Okręt podwodny zdołał już jednak w międzyczasie schować się za rufą statku, w pozycji leżącej w martwym polu ostrzału japońskiego działa.
8 maja u wybrzeży Honsiu pięcioma torpedami zaatakował frachtowiec o pojemności 4000 ton. Jedna z dwóch pierwszy torped trafiła statek, nieco go tylko spowalniając, toteż amerykański okręt wystrzelił kolejne trzy pociski, które zatopiły japońską jednostkę. Wówczas jednak "Tautoga" zaatakowały okręty eskorty, które przez następne 7 godzin bezskutecznie obrzucały amerykański okręt podwodny bombami głębinowym. Kolejnego dnia zaatakował 2 torpedami niewielki frachtowiec, jednak wystrzelone pociski chybiły celu. 12 maja ostatnimi trzema torpedami zaatakował niewielki statek, zatapiając go, po czym "Tautog" powrócił do Pearl Harbor z bilansem czterech zatopionych jednostek przeciwnika o łącznej pojemności 16 000 ton.

##### Ostatni patrol bojowy
Dowodzony przez komandora Basketa USS Tautog (SS-199), swój ostatni patrol wojenny odbył na Morzu Wschodniochińskim, w składzie złożonego z dwóch okrętów podwodnych wilczego stada. Drugi okręt grupy USS "Silversides" (SS-236) nie odniósł wówczas sukcesu, jednak "Tautog" wykonał pięć ataków i zanotował dwa potwierdzone zatopienia – okrętu transportowego "Transport nr 15" o pojemności 1500 ton oraz bazy kutrów torpedowych "Shuri Maru" o pojemności 1800 ton. Gdy okręt wpłynął na miejsce zatonięcia tego ostatniego, spomiędzy unoszących się na wodzie szczątków udało się wydobyć rozbitka – operatora wyrzutni bomb głębinowych.
Okręt ukończył patrol 1 lutego w Midway, gdzie został przeniesiony do służby szkoleniowej. 2 marca okręt popłynął do Pearl Harbor, gdzie przez miesiąc asystował lotnictwu w działaniach ZOP, po czym wypłynął do San Diego w kontynentalnych Stanach Zjednoczonych.

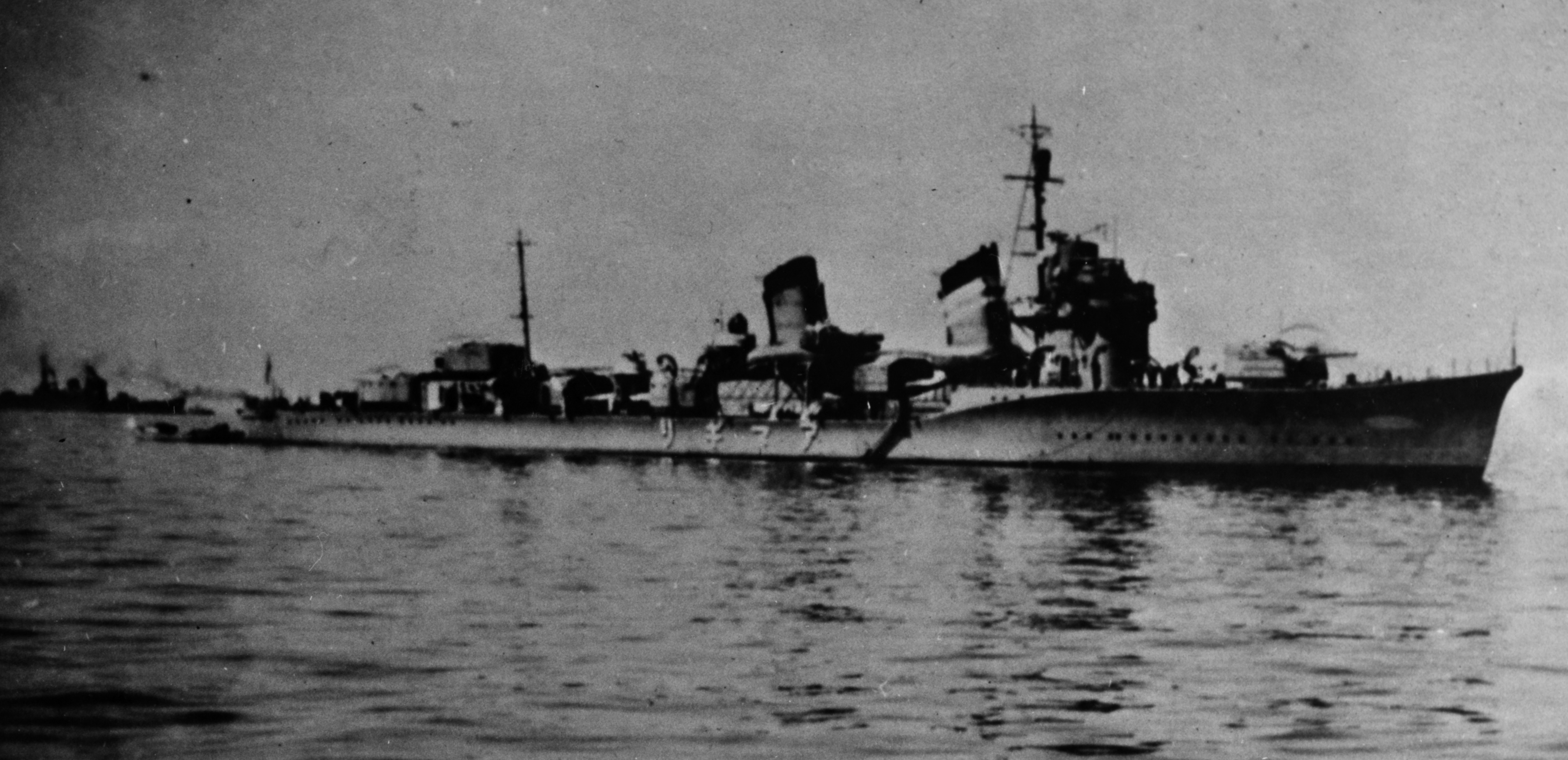
23 kwietnia 1944 roku niszczyciel "Amagiri" wpadł na minę postawioną przez USS "Tautog" (SS-199)

### Operacje minowe
Operacje minowe nigdy nie były uważane za pierwszoplanową misję amerykańskich okrętów podwodnych. Stawianie pól minowych związane było z ryzykiem nieprzewidywalności zachowania min podczas ich stawiania, zajmowały także miejsce w ograniczonej przestrzeni pod pokładem. Amerykańska flota podwodna wykonała ogółem 33 patrole minowe: 10 z Pearl Harbor i 23 z Fremantle. USS „Tautog” był jedynym amerykańskim okrętem podwodnym, który położył dwa pola minowe – pierwsze 2 listopada 1942 roku pod dowództwem Willinghama, drugie zaś 7 marca 1943 roku pod dowództwem Sieglaffa. Żadna japońska jednostka nie wpadła na postawione przez okręt miny natychmiast. Jednak w kwietniu 1944 niszczyciel „Amagiri” zatonął prawdopodobnie na jednej z postawionych przez „Tautoga” min.

### Zestawienie patroli bojowych
| Patrole | Patrole               | Patrole      | Patrole | Patrole | Patrole    | Patrole    | Patrole      |
| Patrol  | Dowódca               | Wyjście      | Data    | Czas    | Zgłoszone  | JANAC      | Powrót       |
| ------- | --------------------- | ------------ | ------- | ------- | ---------- | ---------- | ------------ |
| 1.      | Joseph Willingham Jr. | Pearl Harbor | 12 / 41 | 41      | 0 / 0      | 0 / 0      | Pearl Harbor |
| 2.      | Joseph Willingham Jr. | Pearl Harbor | 4 / 42  | 47      | 6 / 19 500 | 3 / 7 500  | Fremantle    |
| 3.      | Joseph Willingham Jr. | Fremantle    | 7 / 42  | 57      | 1 / 7 000  | 1 / 5 900  | Fremantle    |
| 4.      | Joseph Willingham Jr. | Fremantle    | 10 / 42 | 44      | 1 / 5 100  | 1 / 4 000  | Fremantle    |
| 5.      | William Sieglaff      | Fremantle    | 12 / 42 | 46      | 2 / 6 900  | 2 / 2 900  | Fremantle    |
| 6.      | William Sieglaff      | Fremantle    | 2 / 43  | 53      | 2 / 6 800  | 2 / 7 000  | Fremantle    |
| 7.      | William Sieglaff      | Fremantle    | 5 / 43  | 53      | 2 / 14 300 | 2 / 5 300  | Pearl Harbor |
| 8.      | William Sieglaff      | Pearl Harbor | 10 / 43 | 41      | 1 / 3 800  | 1 / 100    | Pearl Harbor |
| 9.      | William Sieglaff      | Pearl Harbor | 12 / 43 | 49      | 2 / 9 700  | 2 / 6 000  | Pearl Harbor |
| 10.     | William Sieglaff      | Pearl Harbor | 2 / 44  | 28      | 5 / 17 700 | 4 / 11 277 | Pearl Harbor |
| 11.     | Thomas Baskett        | Pearl Harbor | 4 / 44  | 35      | 4 / 20 500 | 4 / 16 100 | Pearl Harbor |
| 12.     | Thomas Baskett        | Pearl Harbor | 6 / 44  | 48      | 2 / 4 300  | 2 / 2 787  | Pearl Harbor |
| 13.     | Thomas Baskett        | Pearl Harbor | 12 / 44 | 42      | 3 / 8 500  | 2 / 3 300  | Pearl Harbor |

### Straty zadane flocie japońskiej
Gdy po zakończeniu wojny specjalnie powołana wspólna komisja armii amerykańskiej oraz floty (JANAC) przeanalizowała dostępne dane, USS „Tautog” (SS-199) okazał się najskuteczniejszym amerykańskim okrętem podwodnym w aspekcie liczby zadanych flocie japońskiej strat, które udało się potwierdzić. Przy użyciu torped i broni artyleryjskiej okręt zatopił co najmniej 26 japońskich jednostek pływających, łącznie 72 606 ton. Dodać do tego należy także jeden samolot bombowy zestrzelony 7 grudnia 1941 w Pearl Harbor, a także niszczyciel „Amagiri”, który zatonął 23 kwietnia 1944 na postawionej przez „Tautoga” minie. Pod dowództwem Lt.Cdr. Josepha Willinghama okręt zatopił pięć jednostek, w tym dwa okręty podwodne, pod dowództwem Lt.Cdr. Barneya Sieglaffa: trzynaście jednostek w tym dwa niszczyciele (nie licząc zatopionego przez minę „Amagiri”) oraz pod dowództwem Lt.Cdr. Thomasa Basketta: osiem jednostek. Uwzględniając nawet pojawiające się w niektórych opracowaniach wątpliwości co do zatopienia Ro-30, „Tautog” wciąż pozostaje rekordzistą w amerykańskiej flocie podwodnej. Odzwierciedla to bogaty zestaw odznaczeń bojowych okrętu jako jednostki, na który składa się Navy Unit Commendation oraz czternaście gwiazdbattle star.
| Zestawienie zatopień potwierdzonych przez JANAC | Zestawienie zatopień potwierdzonych przez JANAC | Zestawienie zatopień potwierdzonych przez JANAC | Zestawienie zatopień potwierdzonych przez JANAC | Zestawienie zatopień potwierdzonych przez JANAC | Zestawienie zatopień potwierdzonych przez JANAC |
| Data                                            | Nazwa jednostki                                 | Klasa                                           | Tonaż                                           | Pozycja                                         | Skutek                                          |
| ----------------------------------------------- | ----------------------------------------------- | ----------------------------------------------- | ----------------------------------------------- | ----------------------------------------------- | ----------------------------------------------- |
| 26.04.1942                                      | Ro-30                                           | okręt podwodny                                  | 965                                             | 18-11N 166-54W                                  | zatopiony                                       |
| 17.05.1942                                      | I-28                                            | okręt podwodny                                  | 2 212                                           | 6-30N 152-00E                                   | zatopiony                                       |
| 25.05.1942                                      | Shoka Maru                                      | transportowy                                    | 4 467                                           | 4-07N 143-32E                                   | zatopiony                                       |
| 06.08.1942                                      | Ohio Maru                                       | pasaż.-transp.                                  | 5 872                                           | 13-51N 113-15E                                  | zatopiony                                       |
| 27.10.1942                                      | nieznany                                        | pasaż.-transp.                                  | 4 000                                           | 10-20N 108-43E                                  | zatopiony                                       |
| 25.12.1942                                      | Banshu Maru Nr 2                                | transportowy                                    | 1 000                                           | 9-00S 124-00E                                   | zatopiony                                       |
| 22.01.1943                                      | Hassu Maru                                      | pasaż.-transp.                                  | 1 873                                           | 5-40S 120-35E                                   | zatopiony                                       |
| 09.04.1943                                      | Isonami                                         | niszczyciel                                     | 1 950                                           | 5-26S 123-04E                                   | zatopiony                                       |
| 09.04.1943                                      | Penang Maru                                     | transportowy                                    | 5 214                                           | 5-29S 123-02E                                   | zatopiony                                       |
| 06.06.1943                                      | Shinei Maru                                     | transportowy                                    | 973                                             | 7-00N 123-37E                                   | zatopiony                                       |
| 20.06.1943                                      | Meiten Maru                                     | transportowy                                    | 4 474                                           | 15-57N 140-55E                                  | zatopiony                                       |
| 04.11.1943                                      | Ścigacz Nr 30                                   | ścigacz                                         | 100                                             | 7-34N 134-00E                                   | zatopiony                                       |
| 03.01.1944                                      | Saishu Maru                                     | transportowy                                    | 2 082                                           | 33-44N 136-02E                                  | zatopiony                                       |
| 04.01.1944                                      | USA Maru                                        | transportowy                                    | 3 943                                           | 34-09N 136-50E                                  | zatopiony                                       |
| 13.03.1944                                      | Ryua Maru                                       | transportowy                                    | 1 925                                           | 47-41N 152-41E                                  | zatopiony                                       |
| 13.03.1944                                      | Shojin Maru                                     | transportowy                                    | 1 942                                           | 47-41N 152-41E                                  | zatopiony                                       |
| 16.03.1944                                      | Shirakumo                                       | niszczyciel                                     | 1 950                                           | 42-25N 144-55E                                  | zatopiony                                       |
| 16.03.1944                                      | Nichiren Maru                                   | pasaż.-transp.                                  | 5 460                                           | 42-25N 144-55E                                  | zatopiony                                       |
| 02.05.1944                                      | Ryoyo Maru                                      | pasaż.-transp.                                  | 5 973                                           | 48-04N 153-16E                                  | zatopiony                                       |
| 03.05.1944                                      | Fushimi Maru                                    | pasaż.-transp.                                  | 4 935                                           | 45-28N 149-56E                                  | zatopiony                                       |
| 08.05.1944                                      | Miyazaki Maru                                   | pasaż.-transp.                                  | 3 944                                           | 41-49N 141-12E                                  | zatopiony                                       |
| 12.05.1944                                      | Banei Maru Nr 2                                 | transportowy                                    | 1 186                                           | 40-01N 141-58E                                  | zatopiony                                       |
| 08.07.1944                                      | Matsu maru                                      | transportowy                                    | 887                                             | 40-56N 141-27E                                  | zatopiony                                       |
| 02.08.1944                                      | Konei Maru                                      | transportowy                                    | 1 922                                           | 33-57N 136-20E                                  | zatopiony                                       |
| 17.01.1945                                      | Transport Nr 15                                 | transportowiec                                  | 1 500                                           | 31-09N 130-29E                                  | zatopiony                                       |
| 20.01.1945                                      | Shuri Maru                                      | statek baza                                     | 1 857                                           | 33-37N 128-40E                                  | zatopiony                                       |
| 26 jednostek                                    | 26 jednostek                                    | 26 jednostek                                    | 72 606 ton                                      | 72 606 ton                                      | 72 606 ton                                      |

### Służba powojenna
Po przybyciu do San Diego 9 kwietnia 1945 roku USS „Tautog” (SS-199) uczestniczył w prowadzonych przez Departament Badań Wojennych Uniwersytetu Kalifornijskiego pracach nad poprawą bezpieczeństwa okrętów. 7 grudnia okręt popłynął do San Francisco w celu przeniesienia do rezerwy Floty Pacyfiku. W międzyczasie jednak rozkazy zostały zmienione i 30 października okręt udał się na Atlantyk, zawijając do Portsmouth, gdzie 8 grudnia 1945 roku, został wycofany ze służby. Pierwotnie „Tautoga” zamierzano użyć podczas testów jądrowych na Atolu Bikini w 1946 roku, jednak plany te zostały anulowane i 9 maja 1947 roku jednostka służyła jako rezerwowy okręt treningowy. Już w grudniu jednak „Tautog” został odholowany do Milwaukee w stanie Wisconsin, gdzie przez następną dekadę służył jako stacjonarne centrum treningowe. Ostatecznie 11 września 1959 roku został wykreślony z listy okrętów United States Navy, a 15 listopada został sprzedany na złom firmie Bultema Dock & Dredge.
Celem uczczenia okrętu, w latach 60. jego imię nadano nowej jednostce z napędem jądrowym typu Sturgeon USS „Tautog” (SSN-639).